# Sergej Barbarez
Sergej Barbarez (Mostar, 17 september 1971) is een Bosnische oud-voetballer, geboren in het voormalige Joegoslavië. Alhoewel zijn favoriete positie aanvallende middenvelder was, kon hij ook als spits uit de voeten. Barbarez is de bondscoach van Bosnië en Herzegovina sinds april 2024.

## Jeugd
Barbarez werd geboren in het Bosnische gedeelte van het voormalige Joegoslavië. Tijdens zijn jeugd was Barbarez niet geïnteresseerd in voetbal, maar in andere sporten, namelijk basketbal en atletiek. Desondanks begon hij op zijn elfde toch met voetballen, voor de lol met zijn vrienden. Ook sloot hij zich aan bij een lokale club, FK Velež.

## Begin van carrière
Toen Barbarez negentien jaar oud was, tekende hij een professioneel contract bij zijn jeugdclub, FK Velež. In 1991 werd hem een contract bij de Duitse club Hannover 96 aangeboden, omdat de toenmalige coach, Michael Lorkowski, zeer onder de indruk van hem was. Vanwege de oorlog in Joegoslavië bleef Barbarez in Duitsland spelen en vluchtte, op zijn moeder na, de rest van het gezin naar datzelfde land. Barbarez bleef tot en met 1993 bij Hannover 96 spelen en won met de, destijds 2. Bundesliga, club de Duitse beker. In 1993 echter verliet hij voor één uit de Duitse hoofdstad.

## 1. FC Union Berlin
In de zomer van 1993 vertrok Barbarez van Hannover naar 1. FC Union Berlin. Dit was een stapje terug voor de latere Bosnisch international, want FC Union Berlin speelde op dat moment in de vierde divisie van Duitsland. Desalniettemin was hij een belangrijke kracht voor de tweede club van Berlijn. Gedurende zijn periode bij Union Berlin speelde hij 88 wedstrijden, waarin hij 46 keer doel trof. Vanwege zijn productiviteit verdiende hij in 1996 een transfer naar een grotere club.

## Hansa Rostock
In 1996 vertrok Barbarez naar de laatste Oost-Duitse kampioen, Hansa Rostock. Deze club speelde op het hoogste niveau in Duitsland waardoor Barbarez bij Hansa zijn debuut in de Bundesliga maakte. Hij zou echter maar twee seizoenen, tot en met 1998, bij de Noord-Duitse club blijven, waarin hij 59 wedstrijden dertienmaal wist te scoren. Daarna vertrok hij naar de winnaar van de Champions League van een jaar daarvoor.

## Borussia Dortmund
Barbarez werd in 1998 van Hansa Rostock naar Borussia Dortmund getransfereerd. Dortmund maakte destijds samen met Bayern München en Bayer Leverkusen deel uit van de top van het Duitse voetbal. Bij Borussia Dortmund kwam Barbarez echter niet helemaal uit de verf en speelde dan ook slechts 36 wedstrijden in twee seizoenen. Daarnaast wist hij maar zes keer het doel te vinden. Desondanks maakte hij gedurende deze periode zijn debuut in het voetbalelftal van Bosnië en Herzegovina. Net als bij Hansa bleef Barbarez maar twee seizoenen bij de club, waarna hij in 2000 vertrok.

## HSV
In de maand juli van het jaar 2000 tekende Barbarez een contract bij Hamburger SV. Met 22 doelpunten werd hij clubtopscorer en, samen met de Deen Ebbe Sand, topscorer van de Bundesliga. Tevens maakte hij dit seizoen zijn debuut in de Champions League. Barbarez zou uitgroeien tot een van de belangrijkste spelers van HSV, waar hij de aanval vormde met onder andere de Japanner Naohiro Takahara en samenspeelde met de Nederlandse internationals Rafael van der Vaart en Khalid Boulahrouz. Met HSV won Barbarez de Intertoto Cup en de Duitse Beker. In totaal speelde hij zes seizoenen voor de club, waarin hij 174 keer op het veld verscheen en 65 doelpunten maakte. In 2006 verliet Barbarez HSV.

## Bayer Leverkusen
Barbarez speelde zijn laatste seizoen (2007/2008) bij Bayer Leverkusen, een van de drie Duitse leden van de G-14. Hij werd gehaald als vervanger voor de naar Tottenham Hotspur vertrokken Bulgaar, Dimitar Berbatov. Bij Leverkusen was Barbarez echter niet meer zo goed in zijn doen als bij Hamburger SV. Ondanks dat hij in zijn eerste seizoen bij de club 32 keer opgesteld werd, scoorde hij maar zevenmaal. In het seizoen 2007/2008 was hij aan zijn laatste seizoen bij de club bezig, omdat hij een tweejarig contract tekende.

## Interlandcarrière
Op 14 mei 1998 maakte Barbarez zijn internationale debuut voor de nationale ploeg in de vriendschappelijke uitwedstrijd tegen Argentinië, net als Almedin Hota (Bosna Visoko), Mario Dodić (KV Mechelen), Jasmin Mujdža (Hajduk Split) en Adnan Kevrić (Stuttgarter Kickers). In Córdoba won Argentinië met 5-0, onder meer dankzij drie doelpunten van Gabriel Batistuta. Op 13 oktober 2005 kondigde Barbarez, toen aanvoerder van het team, zijn afscheid van het nationale elftal aan. Twee maanden later besloot hij echter toch terug te komen bij het team, omdat veel andere Bosnische spelers ook al de nationale elf verlieten. Een jaar en een dag na zijn eerste afscheid nam Barbarez officieel afscheid van het Bosnische voetbalelftal. In totaal speelde Barbarez 46 wedstrijden voor Bosnië en Herzegovina en scoorde daarin zeventien keer.

## Erelijst
- Duitse Beker: 1992 (Hannover 96)
- Kicker-Torjägerkanone Award: 2001 (HSV)
- Liga-Pokal: 2003 (HSV)
- Intertoto Cup: 2005 (HSV)